# Li Fang (érudit)
Pour les articles homonymes, voir Li Fang.
Li Fang (925 – 996), prénom de courtoisie Mingyuan, est un fonctionnaire érudit mandarin de la dynastie Song, surtout connu pour avoir été le rédacteur principal de trois des Quatre grands livres des Song. Il est défini par la Bibliothèque nationale de France comme un « écrivain et grand intellectuel de la dynastie des Song ».
Il est né dans ce qui est maintenant Hengshui, Hebei, et a déjà servi les Han postérieurs puis les Zhou postérieurs.